# ۱-هپتاکوزانول
۱-هپتاکوزانول (به انگلیسی: 1-Heptacosanol) با فرمول شیمیایی C۲۷H۵۶O یک ترکیب شیمیایی با شناسه پاب‌کم ۷۴۸۲۲ است. که جرم مولی آن ۳۹۶٫۷۳ گرم بر مول می‌باشد. 